# Som & Sabor Brasil
Som & Sabor Brasil é um programa de televisão brasileiro, transmitido pela TV Aparecida, tendo estreado no dia 05 de Agosto de 2016..  Usando como âncora um cenário natural, uma típica cozinha de uma fazenda colonial, o apresentador Paulinho Del Ribeiro, recebe os grandes nome da música brasileira e sertaneja, para um informal almoço que ele mesmo prepara num velho fogão à lenha, focando assim a rica culinária típica regional e os mais autênticos sons do Brasil. Ali, junto com seus convidados, o apresentador vai cozinhando, entrevistando e mostrando as músicas mais expressivas dos artistas convidados, além de recitar poemas caboclos, causos e outras manifestações culturais do folclore brasileiro. 
Em pouco meses, o apresentador já recebeu Renato Teixeira, Craveiro & Cravinho, Moacyr Franco, Sérgio Reis, Gaúcho da Fronteira, Teodoro & Sampaio, Gilberto & Gilmar, Duduca & Dalvan, dentre outros.